# Малый черноголовый дубонос
Малый черноголовый дубонос (лат. Eophona migratoria) — вид птиц из семейства вьюрковых (Fringillidae). Выделяют два подвида. Распространён в России, Китае и Корее. В 2020 году впервые занесён в Красную книгу Российской Федерации.

## Описание
Малый черноголовый дубонос достигает длины 15—18 см и массы от 40 до 57 г. Характеризуется массивной головой, мощным клювом конической формы и длинным раздвоенным хвостом. Выражен половой диморфизм. У взрослых самцов номинативного подвида голова до верхней части затылка, подбородок и горло чёрные, окаймленные узкой бледно-охристой полосой. Затылок и верхняя часть тела серовато-коричневые или серовато-охристые. Нижняя часть спины и надхвостье несколько бледнее, верхние кроющие перья хвоста белые, самые длинные кроющие перья хвоста черные. Хвост голубовато-черный. Верхняя часть крыльев чёрного цвета, с голубоватым отливом. Первостепенные кроющие перья с широкими белыми кончиками. Дистальная треть пяти наружных первостепенных маховых перьев белая. Кончики второстепенных и третьестепенных маховых перьев белые. Нижняя часть тела того же цвета, что и верхняя, или немного светлее, светло-коричневого цвета. Бока тела тёмно-коричневые или светло-рыжие, подхвостье и нижние кроющие перья хвоста белые. Радужка чёрная. Клюв жёлтый, с серыми, зеленовато-жёлтыми или черноватыми краями и кончиком. Ноги коричневые или розовато-коричневые. Самки похожи на самцов, но чёрный цвет на голове отсутствует. Лоб, уздечки и подбородок тёмно-серые или черноватые, остальная часть головы серая. Верхняя часть тела бледно-серовато-коричневая, надхвостье более бледное. Верхние кроющие перья хвоста и центральная часть хвоста серые, все внешние рулевые перья чёрные. Верхняя часть крыльев, как у самцов, с дистальными краями наружных маховых крыльев и кончиками второстепенных крыльев белого цвета, третьестепенные маховые перья коричневые, с тонкими белыми кончиками. Нижняя часть тела сходна по окраске с таковой у самцов или бледно-серовато-коричневая, бока рыжие или рыжевато-коричневые. Радужная оболочка, клюв и ноги такие же, как у самцов.
Молодые особи похожи на самок. Отличаются от них светло-коричневато желтой уздечкой, бледным лицом, беловатым подбородком и широкими светло-коричневыми или коричневатыми кончиками средних и больших кроющих перьев крыльев, а также сероватыми центральными рулевыми перьями с чёрными краями и кончиками. Подвид E. m. sowerbyi немного крупнее и с более крупным клювом, чем у номинанта. Клюв с изогнутой вершиной и более высоким основанием. Верхняя часть тела может быть немного темнее или более песочного цвета; горло и грудь более серые, а иногда с более выраженным рыжим оттенком или светло-рыжеватым на боках.
Песня представляет собой серию громких свистов, слышится как «chee chee choree kirichoo». Позывка — громкое «tek-tek».

## Места обитания и биология
Естественными местами обитания малого черноголового дубоноса являются опушки и поляны в низменных смешанных или широколиственных лесах, в основном из дуба (Quercus), березы (Betula), ольхи (Alnus) и бука (Fagus). Также встречается на лесистых холмах, в речных долинах, на краях болот и сельскохозяйственных угодий, в садах, парках и огородах, в том числе в центре крупных городов.
Мигрирующий вид. Представители номинативного подвида мигрируют на юг и юго-запад и зимуют на юге Китая и на Тайване, а также на юге Японии, редко и локально в Гонконге. Покидает места размножения в период с середины августа по середину сентября, прибывает в район зимовки с конца августа по ноябрь; возвращается к местам гнездования с начала мая. Подвид E. m. sowerbyi мигрирует на зимовку на юг Китая (Юньнань). Отмечены залёты в северной Мьянме, восточной части Таиланда, Лаосе, Вьетнаме и на Филиппинах.

### Питание

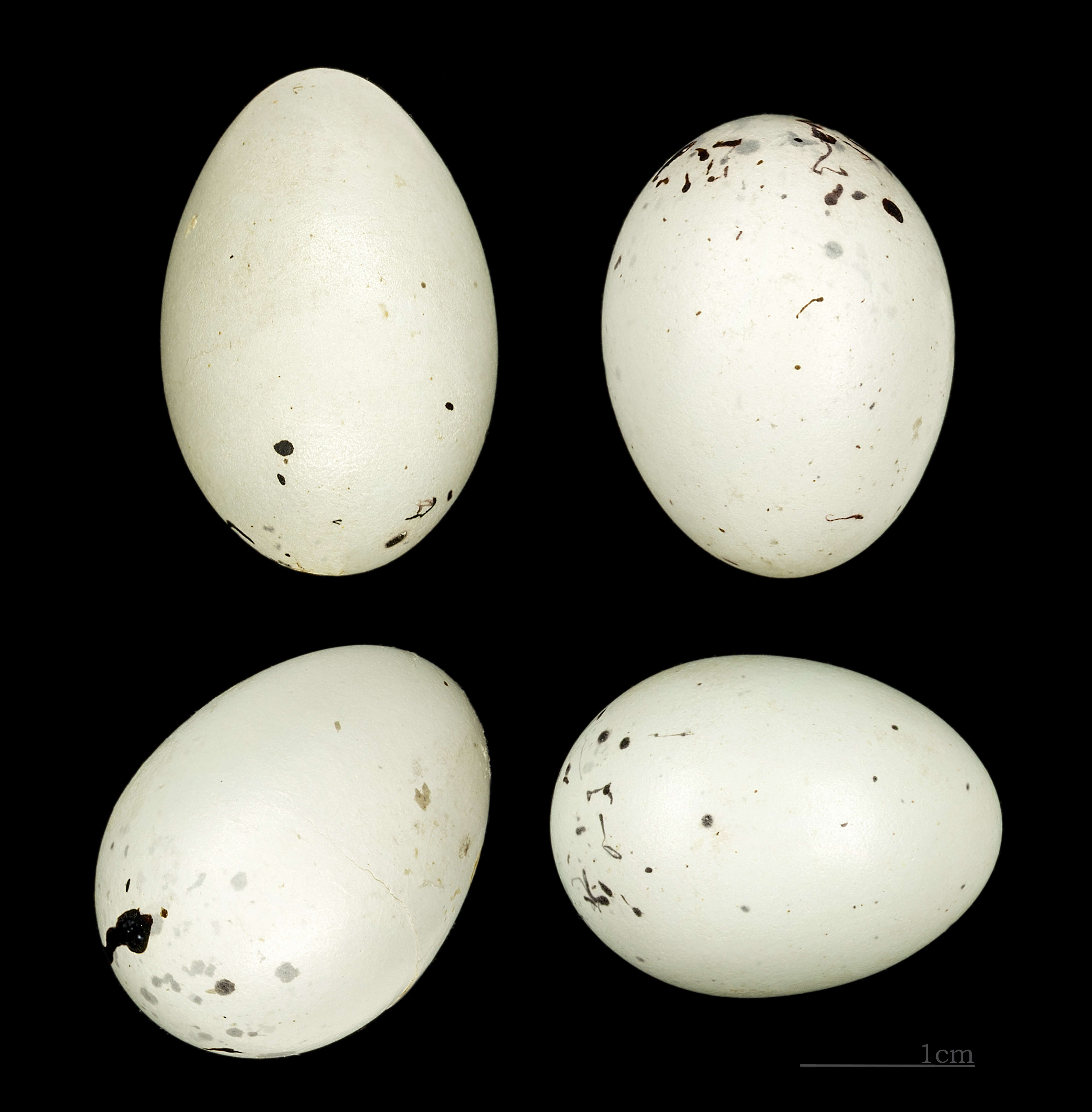
Яйца малого черноголового дубоноса

Малый черноголовый дубонос добывает пищу на деревьях, кустарниках и на земле; часто прячется в листве или на верхних ветвях. Встречается обычно парами; во время перелета и в период, не связанный с размножением, иногда собираются в большие стаи. В состав рациона входят семена различных деревьев и кустарников, а также фрукты, ягоды и насекомые. Птенцов выкармливают в основном насекомыми и личинками. 

### Размножение
Сезон размножения продолжается с мая до июля. Гнездо представляет собой небольшую компактную чашечку из сухой травы, растительных волокон, корней и полосок коры, переплетенных с густой листвой. Гнездо располагается на высоте до 3 м над землей у ствола дерева или в густом кустарнике. В кладке обычно 3—5 яиц. Яйца бледно-лазурно-голубые с разбросанными пятнами от черновато-фиолетового до светло-фиолетового или серовато-фиолетового цвета. Насиживается яйца только самка. Самец в этот период кормит самку. Уход за птенцами осуществляют оба родителя.  Дополнительной информации нет.

## Подвиды и распространение
Выделяют два подвида:
- Eophona migratoria migratoria Hartert, 1903 — юго-восток Сибири, северо-восток Китая и Корея
- Eophona migratoria sowerbyi Riley, 1915 — центр и восток Китая